# (9362) Miyajima
(9362) Miyajima (1992 FE1) – planetoida z pasa głównego asteroid okrążająca Słońce w ciągu 4,38 lat w średniej odległości 2,68 j.a. Odkryta 23 marca 1992 roku.